# Raeren
Raeren är en kommun i Belgien.   Den ligger i provinsen Liège och regionen Vallonien, i den tyskspråkiga gemenskapen i Belgien i den östra delen av landet, 130 km öster om huvudstaden Bryssel. Antalet invånare är 10 481. Raeren gränsar till Aachen.
I omgivningarna runt Raeren växer i huvudsak blandskog. Runt Raeren är det ganska tätbefolkat, med 144 invånare per kvadratkilometer.